# Carlos Ramón Hidalgo
Carlos Ramon Hidalgo Ortega (9 de febrero de 1979) es un exfutbolista ecuatoriano que actualmente dirige al club Club Deportivo Colón Fútbol Club de la Segunda Categoría de Ecuador.

## Biografía
Es un volante que militó entre 1996 y 2003 en el Emelec. En el 2004 quedó campeón con el Deportivo Cuenca. En el 2005 se incorporó al Deportivo Quito. Durante la temporada 2006 - 2007 estuvo en El Nacional donde quedó campeón. En el 2008 y 2009 reforzó al Barcelona SC. A inicios del 2010 se incorporó a LDU de Portoviejo, de la Serie B y al poco tiempo fue fichado por el Manta FC, donde jugó el Campeonato de Serie A durante la temporada 2010, cumpliendo buenas actuaciones y siendo reconocido como "La figura del Partido" en algunas ocasiones. Su último club fue Liga Deportiva Universitaria de Portoviejo.
En abril de 2013 es anunciado como nuevo técnico del Club Deportivo Colón Fútbol Club de la ciudad de Portoviejo.

## Selección nacional

### Categorías inferiores

#### Participaciones en Copas del Mundo Juveniles
| Mundial                     | Sede    | Resultado        | PJ | GA | Asis |
| --------------------------- | ------- | ---------------- | -- | -- | ---- |
| Copa Mundial Sub-17 de 1995 | Ecuador | Cuartos de final | 4  | 0  | 0    |

### Selección absoluta

#### Participaciones enCopas Oro
| Torneo        | Sede           | Resultado      | PJ | GA | Asis |
| ------------- | -------------- | -------------- | -- | -- | ---- |
| Copa Oro 2002 | Estados Unidos | Fase de grupos | 2  | 0  | 0    |

## Clubes
| Club              | País    | Año       |
| ----------------- | ------- | --------- |
| Emelec            | Ecuador | 1996-2003 |
| Deportivo Cuenca  | Ecuador | 2004      |
| Deportivo Quito   | Ecuador | 2005      |
| El Nacional       | Ecuador | 2006-2007 |
| Barcelona         | Ecuador | 2008-2009 |
| LDU de Portoviejo | Ecuador | 2010      |
| Manta FC          | Ecuador | 2010      |
| LDU de Portoviejo | Ecuador | 2011-     |

## Palmarés

### Campeonatos nacionales
| Título             | Club             | País    | Año  |
| ------------------ | ---------------- | ------- | ---- |
| Serie A de Ecuador | Emelec           | Ecuador | 2001 |
| Serie A de Ecuador | Emelec           | Ecuador | 2002 |
| Serie A de Ecuador | Deportivo Cuenca | Ecuador | 2004 |
| Serie A de Ecuador | El Nacional      | Ecuador | 2006 |